# Erysiphe bremeri
Erysiphe bremeri är en svampart som beskrevs av U. Braun 1982. Erysiphe bremeri ingår i släktet Erysiphe och familjen Erysiphaceae.   Inga underarter finns listade i Catalogue of Life.